# Iulius Classicus
Iulius Classicus war ein Anführer der Treverer und römischer Usurpator im späten 1. Jahrhundert.
Classicus war lange Zeit als Befehlshaber einer Reiterkohorte in römischen Diensten am Mittel- und Niederrhein tätig, bis er im Jahr 70 durch den Bataver Iulius Civilis, den er anfangs bekämpft hatte, zum Abfall von Rom bewogen wurde. Mit ihnen kämpften auch Iulius Tutor und, als Kopf der Verschwörung, der Lingone Iulius Sabinus, um die Gründung eines gallischen Imperiums durchzusetzen. Nach der Beseitigung des Legaten Gaius Dillius Vocula zog Classicus im Kaiserornat in das Legionslager Neuss ein und ließ die dortigen Truppen den Treueeid schwören. Nach wenigen Monaten wurde der Aufstand durch Vespasians Feldherrn Petilius Cerialis niedergeschlagen.
Iulius Classicus wird auch auf einer der Bloomberg-Tafeln (Nr. 33) erwähnt. Dort ist er Präfekt der Cohors VI Nerviorum. Die Tafel kann in die Jahre 65 bis 80 datiert werden.